# Première dame de Pologne
En Pologne, l'épouse du président de la République est présentée comme la « Première dame » (Pierwsza Dama) du pays, bien ce titre soit purement officieux. L'actuelle « Première dame de Pologne » est Marta Nawrocka (en), l'épouse du président Karol Nawrocki, investi le 6 août 2025 de ses fonctions présidentielles.

## Fonctions

### Protocole et rôle
L'épouse du président de la République est l'hôtesse du palais Koniecpolski, c'est-à-dire le palais présidentiel situé à Varsovie. Outre ce rôle, elle peut accompagner son époux lorsque celui-ci part représenter la Pologne à l'étranger, ce qu'ont fait toutes les premières dames jusqu'à présent, depuis Jolanta Kwaśniewska.
D'une part, l'épouse du président de la République peut représenter son époux auprès d'une association ; il est de coutume que chaque première dame polonaise ait présidé, depuis 1990, une fondation consacrée à une cause humanitaire ou caritative. D'autre part, elle ne dispose d'aucun pouvoir politique ou constitutionnel et ne dispose donc pas de moyens financiers mis à sa discrétion par l'État polonais, mais une page lui est consacré sur le site Internet de la présidence de la République.

## Liste des épouses des présidents de la Pologne
| Portrait                                                       | Nom usuel (à l'époque où elle était épouse)                    | Nom de jeune fille                                             | Vie                                                            | Époux                                                          | Mariage                                                        | Durée       |
| -------------------------------------------------------------- | -------------------------------------------------------------- | -------------------------------------------------------------- | -------------------------------------------------------------- | -------------------------------------------------------------- | -------------------------------------------------------------- | ----------- |
| Seconde République - Druga Rzeczpospolita                      | Seconde République - Druga Rzeczpospolita                      | Seconde République - Druga Rzeczpospolita                      | Seconde République - Druga Rzeczpospolita                      | Seconde République - Druga Rzeczpospolita                      | 1918 - 1939                                                    |             |
|                                                                | Maria Piłsudska                                                | Koplewska                                                      | 1865-1921                                                      | Józef Piłsudski                                                | 1899                                                           | 1918-1921   |
|                                                                | Aleksandra Piłsudska                                           | Szczerbińska                                                   | 1882-1963                                                      | Józef Piłsudski                                                | 1921                                                           | 1921-1922   |
|                                                                | Aucune                                                         |                                                                |                                                                | Gabriel Narutowicz (veuf)                                      |                                                                | 1922-1922   |
|                                                                | Maria Wojciechowska                                            | Kiersnowska                                                    | 1869-1959                                                      | Stanisław Wojciechowski                                        | 1899                                                           | 1922-1926   |
|                                                                | Michalina Mościcka                                             | Czyżewska                                                      | 1871-1932                                                      | Ignacy Mościcki                                                |                                                                | 1926-1932   |
|                                                                | Maria Mościcka                                                 | Dobrzanska                                                     | 1896-1979                                                      | Ignacy Mościcki                                                | 1933                                                           | 1933-1939   |
| Gouvernement polonais en exil - Rząd Polski na Uchodźstwie     | Gouvernement polonais en exil - Rząd Polski na Uchodźstwie     | Gouvernement polonais en exil - Rząd Polski na Uchodźstwie     | Gouvernement polonais en exil - Rząd Polski na Uchodźstwie     | Gouvernement polonais en exil - Rząd Polski na Uchodźstwie     | Gouvernement polonais en exil - Rząd Polski na Uchodźstwie     | 1939 - 1990 |
|                                                                | Jadwiga Raczkiewicz                                            |                                                                |                                                                | Władysław Raczkiewicz                                          |                                                                | 1939-1947   |
|                                                                | Ewelina Zaleska                                                |                                                                |                                                                | August Zaleski                                                 |                                                                | 1947-1972   |
|                                                                | Aucune                                                         |                                                                |                                                                | Stanisław Ostrowski (veuf)                                     |                                                                | 1972-1979   |
|                                                                | Aucune                                                         |                                                                |                                                                | Edward Bernard Raczyński                                       |                                                                | 1979-1986   |
|                                                                | Anna Sabbat                                                    | Sulik                                                          |                                                                | Kazimierz Sabbat                                               |                                                                | 1986-1989   |
|                                                                | Karolina Kaczorowska                                           | Mariampolska                                                   | 1930-2021                                                      | Ryszard Kaczorowski                                            |                                                                | 1989-1990   |
| République populaire de Pologne - Polska Rzeczpospolita Ludowa | République populaire de Pologne - Polska Rzeczpospolita Ludowa | République populaire de Pologne - Polska Rzeczpospolita Ludowa | République populaire de Pologne - Polska Rzeczpospolita Ludowa | République populaire de Pologne - Polska Rzeczpospolita Ludowa | République populaire de Pologne - Polska Rzeczpospolita Ludowa | 1944 - 1989 |
|                                                                | Janina Górzyńska                                               |                                                                |                                                                | Bolesław Bierut                                                |                                                                | 1944-1952   |
|                                                                | Stanisława Zawadzka                                            |                                                                |                                                                | Aleksander Zawadzki                                            |                                                                | 1952-1964   |
|                                                                | Rozalia Ochab                                                  |                                                                |                                                                | Edward Ochab                                                   |                                                                | 1964-1968   |
|                                                                | Barbara Spychalska                                             |                                                                |                                                                | Marian Spychalski                                              |                                                                | 1968-1970   |
|                                                                | Krystyna Tempska-Cyrankiewicz                                  | Dębska                                                         | 1919-2008                                                      | Józef Cyrankiewicz                                             |                                                                | 1970-1972   |
|                                                                | Jadwiga Wierzbicka                                             |                                                                |                                                                | Henryk Jabłoński                                               |                                                                | 1972-1985   |
|                                                                | Barbara Jaruzelska                                             | Jaskólska                                                      | 1931-2017                                                      | Wojciech Jaruzelski                                            | 1960                                                           | 1985-1989   |
| Troisième République - Trzecia Rzeczpospolita                  | Troisième République - Trzecia Rzeczpospolita                  | Troisième République - Trzecia Rzeczpospolita                  | Troisième République - Trzecia Rzeczpospolita                  | Troisième République - Trzecia Rzeczpospolita                  | Troisième République - Trzecia Rzeczpospolita                  | depuis 1989 |
|                                                                | Barbara Jaruzelska                                             | Jaskólska                                                      | 1931-2017                                                      | Wojciech Jaruzelski                                            | 1960                                                           | 1989-1990   |
|                                                                | Danuta Wałęsa                                                  | Gołoś                                                          | 1949-                                                          | Lech Wałęsa                                                    | 1969                                                           | 1990-1995   |
|                                                                | Jolanta Kwaśniewska                                            | Konty                                                          | 1955-                                                          | Aleksander Kwaśniewski                                         | 1979                                                           | 1995-2005   |
|                                                                | Maria Kaczyńska                                                | Mackiewicz                                                     | 1942-2010                                                      | Lech Kaczyński                                                 | 1978                                                           | 2005-2010   |
|                                                                | Anna Komorowska                                                | Dembowska                                                      | 1953-                                                          | Bronislaw Komorowski                                           | 1977                                                           | 2010-2015   |
|                                                                | Agata Kornhauser-Duda                                          | Kornhauser                                                     | 1972-                                                          | Andrzej Duda                                                   | 1994                                                           | 2015-2025   |
|                                                                | Marta Nawrocka (en)                                            | Smoleń                                                         | 1986-                                                          | Karol Nawrocki                                                 | 2010                                                           | depuis 2025 |